# Ensete superbum
Ensete superbum là một loài thực vật có hoa trong họ Musaceae.

## Lịch sử phân loại
Loài này được William Roxburgh mô tả khoa học đầu tiên năm 1811 dưới danh pháp Musa superba. Trong bài báo năm 1947 (in năm 1948), Ernest Entwistle Cheesman chuyển nó sang chi Ensete.

## Phân bố
Loài bản địa các bang miền tây Ấn Độ (Rajasthan, Kerala, Karnataka, Gujarat, Tamil Nadu, Maharashtra; có thể có tại Madhya Pradesh, Goa; có nhưng với nguồn gốc không chắc chắn tại các bang miền đông như Assam, Andhra Pradesh, Arunachal Pradesh, Mizoram). Du nhập vào Myanmar, Thái Lan, Việt Nam.

## Hình ảnh

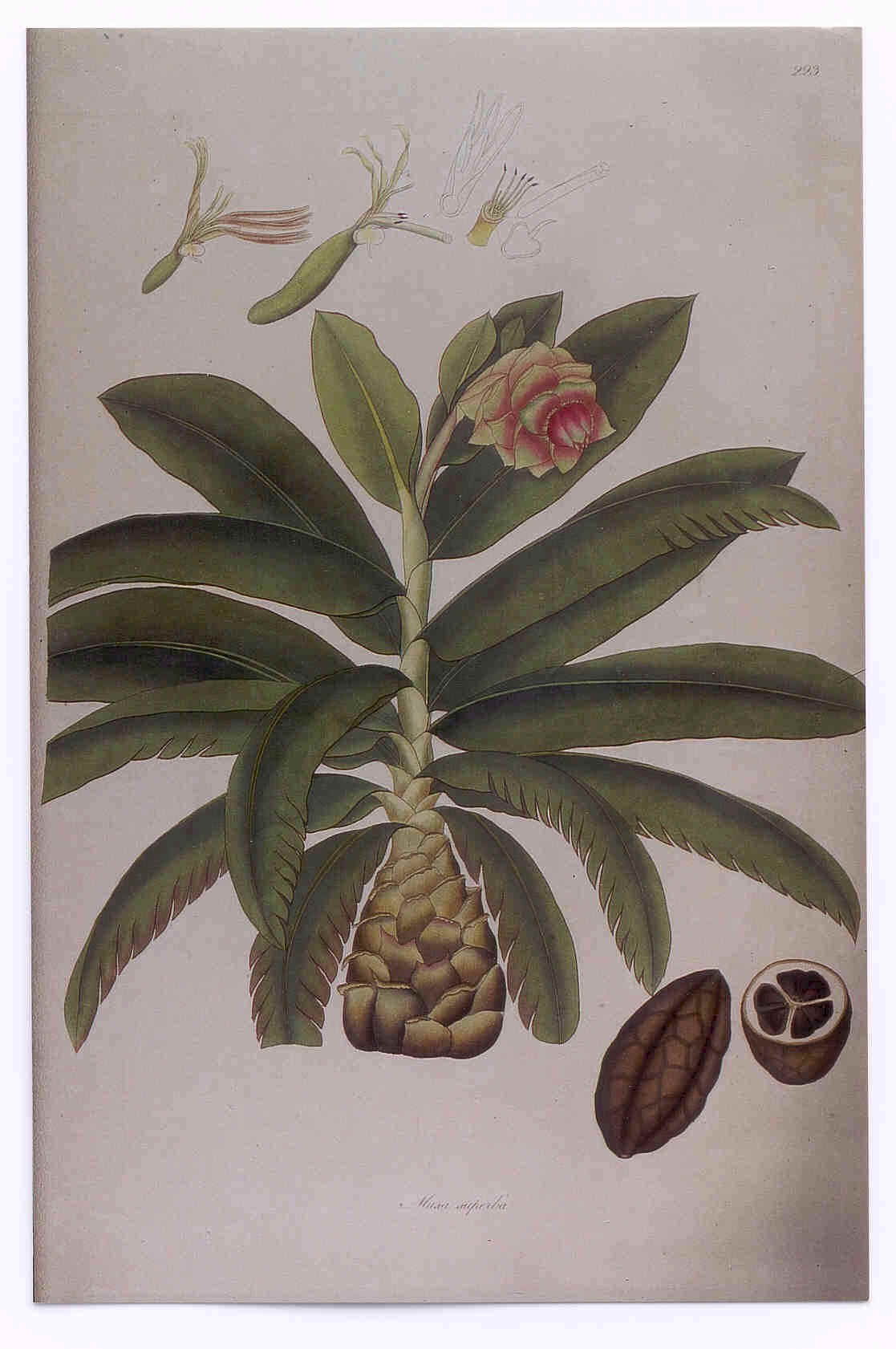
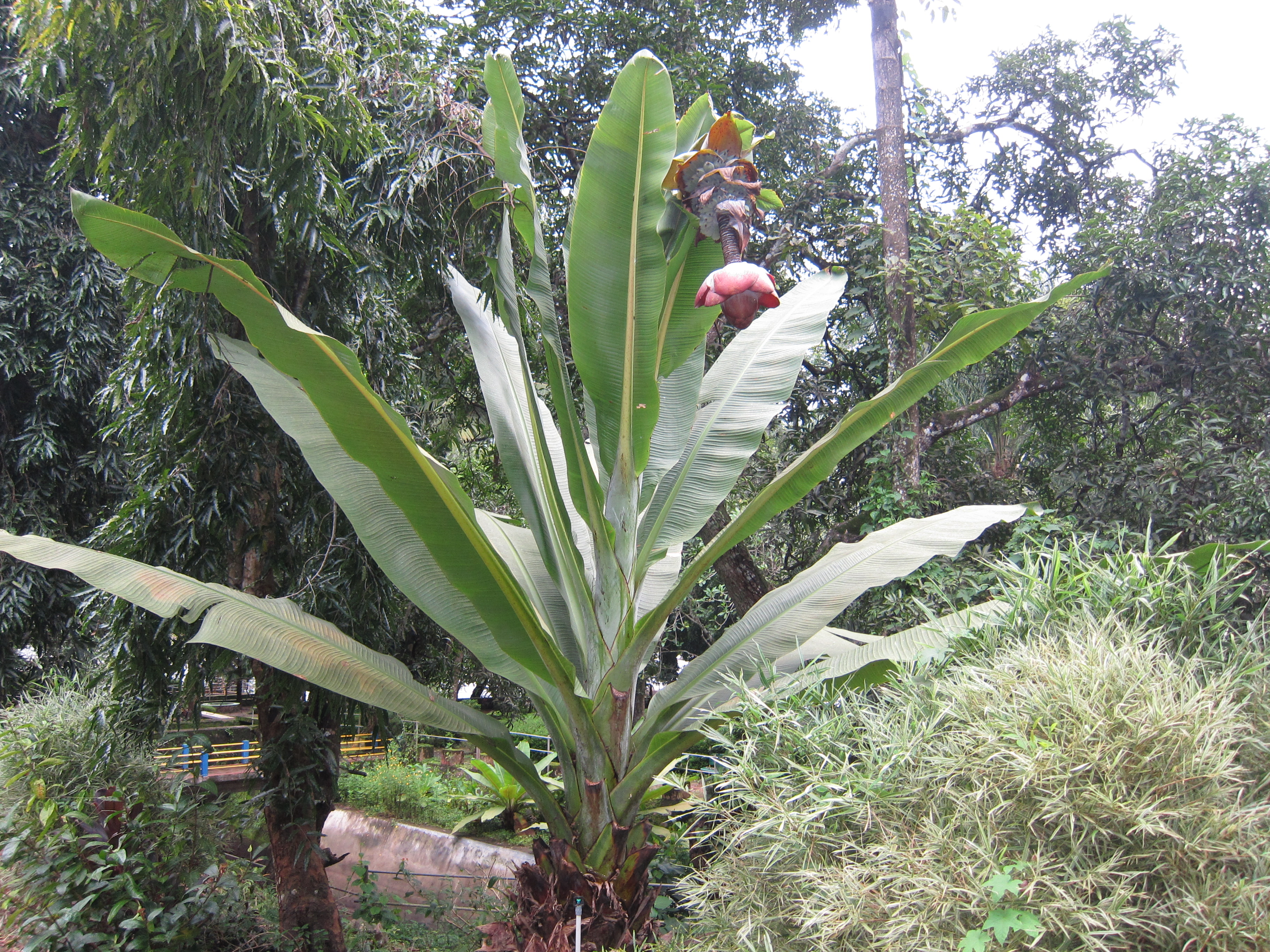
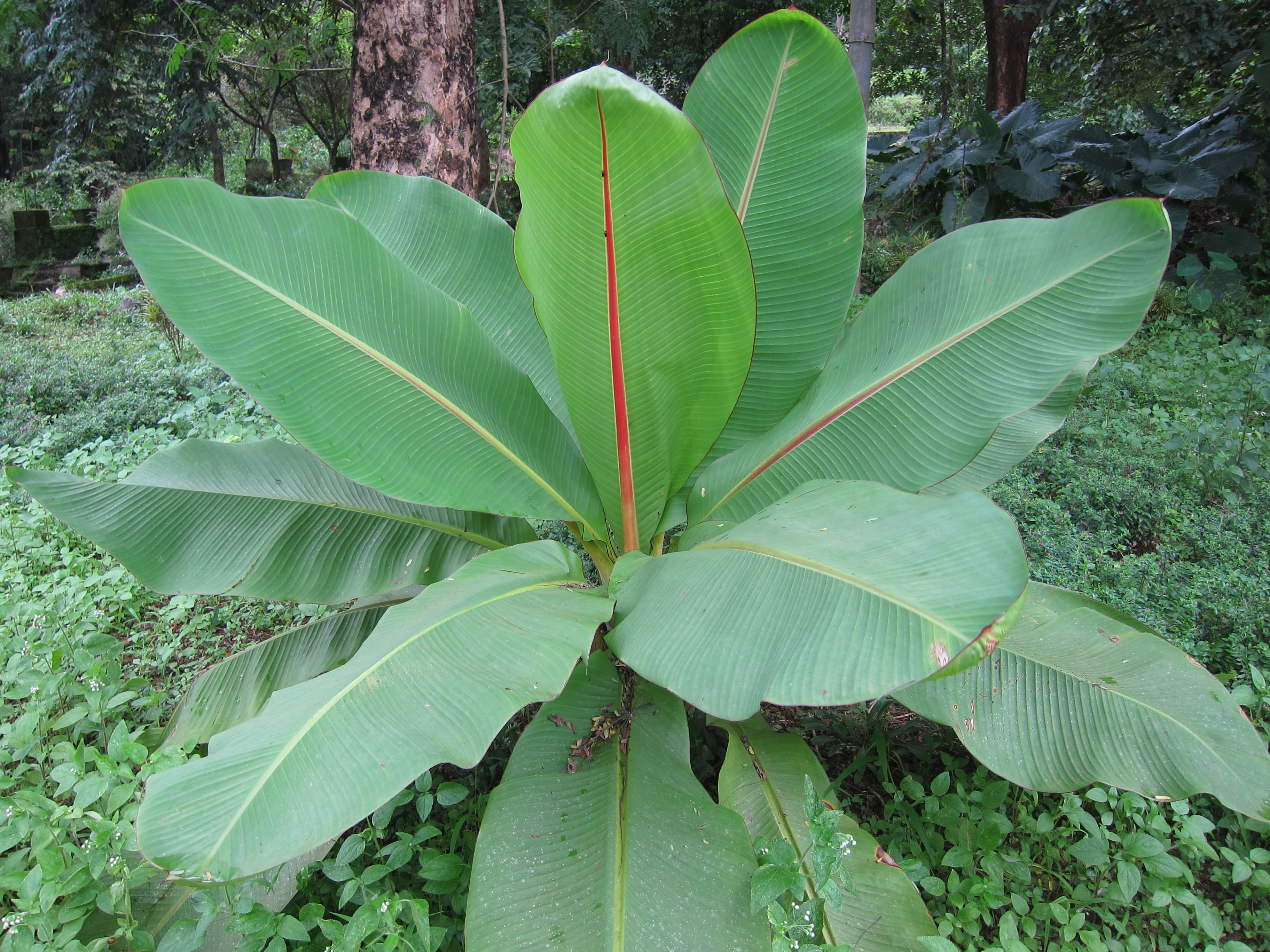
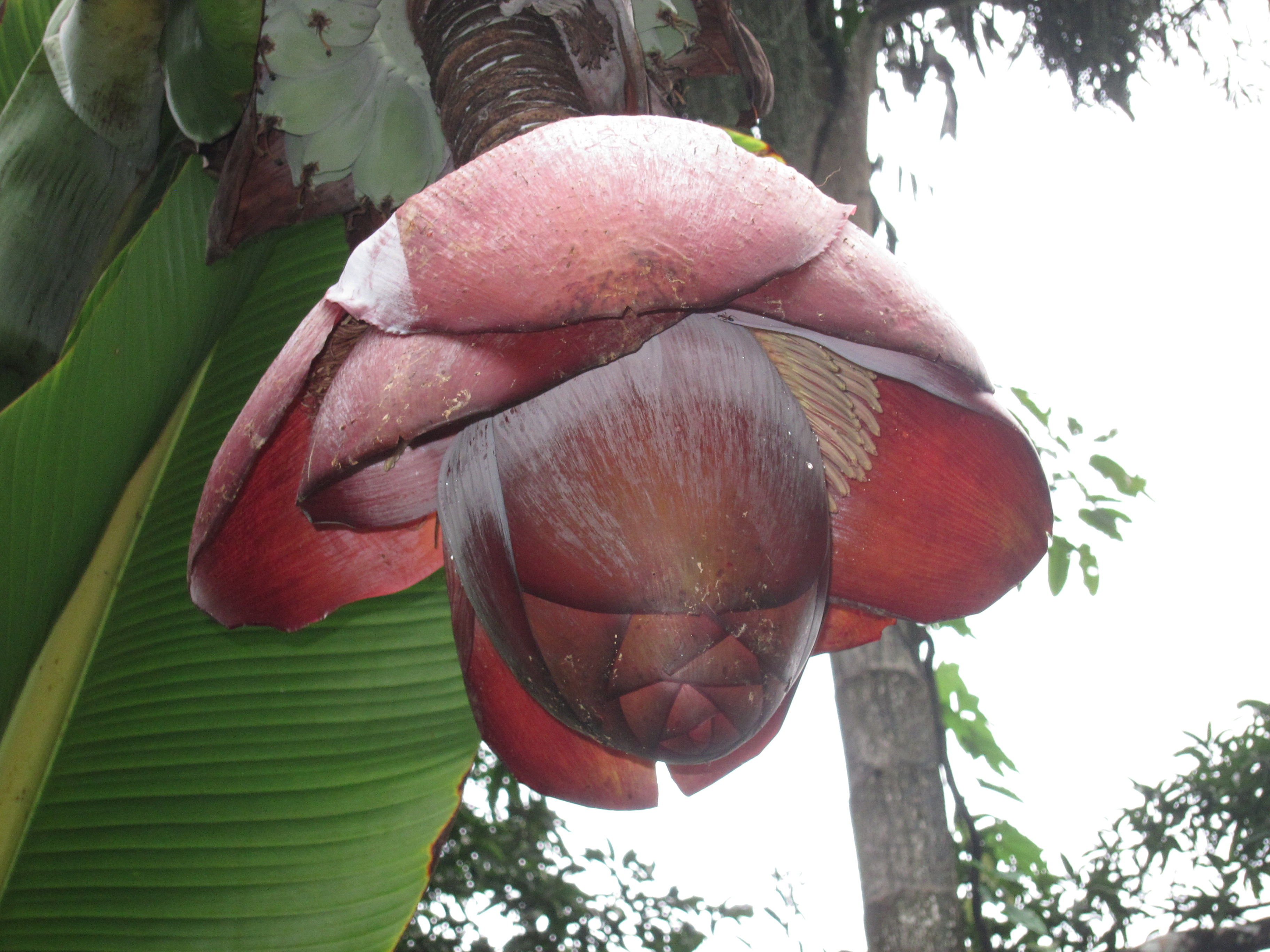